# Koulwoko (Tensobentenga)
Pour les articles homonymes, voir Koulwoko.
Koulwoko est une commune située dans le département de Tensobentenga de la province de Kouritenga dans la région du Centre-Est au Burkina Faso.

## Géographie
Koulwoko est situé à 7 km à l'Ouest de Tensobentenga, le chef-lieu du département, et à 4 km à l'Est de la route nationale 16.

## Démographie
| 2003  | 2006  | 2012 |
| ----- | ----- | ---- |
| 2 187 | 2 190 | -    |

## Santé et éducation
Le centre de soins le plus proche de Koulwoko est le centre de santé et de promotion sociale (CSPS) de Tensobentenga.